# Antigny (Vienne)
Antigny es una comuna francesa situada en el departamento de Vienne, en la región de Nueva Aquitania.

## Demografía
| 846 | 746 | 723 | 678 | 607 | 598 | 537 |
| Para los censos de 1962 a 1999 la población legal corresponde a la población sin duplicidades (Fuente: INSEE [Consultar]) |     |     |     |     |     |     |